# Линг, Уильям
Уи́льям Линг (англ. William Ling; 1 августа 1908, Хемел-Хемпстед, Хартфордшир — 8 мая 1984, Нью-Брансуик) — английский футбольный судья. Арбитр ФИФА с 1948 года.
Судья финального матча чемпионата мира 1954 года между сборными ФРГ и Венгрии (3:2). Судья финального поединка футбольного Олимпийского турнира 1948 года между сборными Швеции и Югославии (3:1).

## Карьера
Карьеру в судействе сделал довольно быстро. После включения в расширенный список судей для обслуживания матчей Английской футбольной лиги, был отобран для судейства игр на олимпийском футбольном турнире в Лондоне (1948 год), где получил право судить в 3 матчах: 1/8 финала Швеция — Австрия (3:0), 1/4 финала Дания — Италия (5:3) и финальный поединок Швеция — Югославия, где принял ряд спорных решений в пользу сборной Швеции.
В 1952 году вновь был выбран в качестве арбитра для обслуживания футбольного турнира Олимпийских игр в Хельсинки, работал на матче 1/8 финала Финляндия — Австрия (3:4) и судил полуфинал Венгрия — Швеция (6:0).
В 1954 году стал одним из арбитров Чемпионата мира в Швейцарии, судил три матча. Матч группового турнира Венгрия — ФРГ (8:3), в качестве лайнсмена — скандальный матч 1/4 финала между сборными Венгрии и Бразилии (4:2), вошедший в историю как «Бернское побоище». А также финальный поединок турнира Венгрия — ФРГ, самым противоречивым решением Линга в этой игре стал незасчитанный гол Ференца Пушкаша в концовке матча (при счёте 3:2 в пользу команды ФРГ), им было зафиксировано спорное положение «вне игры» (после отмашки судьи на линии Бенджамина Гриффитса из Уэльса).
В числе других исторических поединков, которые судил Линг: финал Кубка Англии 1951 года между «Ньюкасл Юнайтед» и «Блэкпулом» (2:0) и товарищеская встреча СССР — ФРГ (3:2) в Москве в 1955 году.
Скончался в 1984 году в Канаде.